# Live Pol’and’Rock Festival 2019 (album Kultu)
Live Pol’and’Rock Festival 2019 – album koncertowy warszawskiej grupy muzycznej Kult. Wydawnictwo ukazało się 6 listopada 2020 roku w wersji 2CD+DVD oraz 26 listopada w wersji winylowej nakładem wytwórni muzycznych S.P. Records oraz Złoty Melon. Płyta zawiera zapis z koncertu, który odbył się w nocy z 3 na 4 sierpnia 2019 roku w czasie Pol’and’Rock Festival. Album ukazał się w wersji 2xCD+DVD oraz na potrójnej płycie winylowej w 4 różnych kolorach. Edycja winylowa była limitowana i numerowana, ukazało się bowiem po 590 egzemplarzy w kolorach czerwonym, żółtym i niebieskim oraz 1530 egzemplarzy w kolorze czarnym.
Płyta zajęła drugie miejsce w zestawieniu Ogólnopolskiej Listy Sprzedaży za rok 2020.

## Lista utworów (wydanie 2CD+DVD)

### CD 1
| Nr  | Tytuł utworu                 | Długość |
| --- | ---------------------------- | ------- |
| 1.  | „Zapowiedź”                  |         |
| 2.  | „Rząd oficjalny”             |         |
| 3.  | „Wspaniała nowina”           |         |
| 4.  | „Parada wspomnień”           |         |
| 5.  | „Ręce do góry”               |         |
| 6.  | „Wstyd”                      |         |
| 7.  | „Brooklyńska rada Żydów”     |         |
| 8.  | „Czterej jeźdźcy”            |         |
| 9.  | „Maria ma syna”              |         |
| 10. | „Gdy nie ma dzieci”          |         |
| 11. | „Baranek, a nad nią motylek” |         |
| 12. | „Park 23”                    |         |
| 13. | „Arahja”                     |         |

### CD 2
| Nr  | Tytuł utworu                               | Długość |
| --- | ------------------------------------------ | ------- |
| 1.  | „Prosto”                                   |         |
| 2.  | „Do Ani, mojej żony”                       |         |
| 3.  | „Celina, opowieść płocka”                  |         |
| 4.  | „Madryt”                                   |         |
| 5.  | „Patrz”                                    |         |
| 6.  | „Mieszkam w Polsce”                        |         |
| 7.  | „Na całym świecie źle się dzieje, koledzy” |         |
| 8.  | „Hej, czy nie wiecie”                      |         |
| 9.  | „Po co wolność”                            |         |
| 10. | „Krew Boga”                                |         |
| 11. | „Lewe lewe loff”                           |         |

### DVD
| Nr  | Tytuł utworu                               | Długość |
| --- | ------------------------------------------ | ------- |
| 1.  | „Zapowiedź”                                |         |
| 2.  | „Rząd oficjalny”                           |         |
| 3.  | „Wspaniała nowina”                         |         |
| 4.  | „Parada wspomnień”                         |         |
| 5.  | „Ręce do góry”                             |         |
| 6.  | „Wstyd”                                    |         |
| 7.  | „Brooklyńska rada Żydów”                   |         |
| 8.  | „Czterej jeźdźcy”                          |         |
| 9.  | „Maria ma syna”                            |         |
| 10. | „Gdy nie ma dzieci”                        |         |
| 11. | „Baranek, a nad nią motylek”               |         |
| 12. | „Park 23”                                  |         |
| 13. | „Arahja”                                   |         |
| 14. | „Prosto”                                   |         |
| 15. | „Do Ani, mojej żony”                       |         |
| 16. | „Celina, opowieść płocka”                  |         |
| 17. | „Madryt”                                   |         |
| 18. | „Patrz”                                    |         |
| 19. | „Mieszkam w Polsce”                        |         |
| 20. | „Na całym świecie źle się dzieje, koledzy” |         |
| 21. | „Hej, czy nie wiecie”                      |         |
| 22. | „Po co wolność”                            |         |
| 23. | „Krew Boga”                                |         |
| 24. | „Lewe lewe loff”                           |         |
| 25. | „Slideshow”                                |         |

## Lista utworów (wydanie 3LP)

### LP1
Strona A:
| Nr | Tytuł utworu       | Długość |
| -- | ------------------ | ------- |
| 1. | „Zapowiedź”        |         |
| 2. | „Rząd oficjalny”   |         |
| 3. | „Wspaniała nowina” |         |
| 4. | „Parada wspomnień” |         |
| 5. | „Ręce do góry”     |         |

Strona B:
| Nr | Tytuł utworu             | Długość |
| -- | ------------------------ | ------- |
| 1. | „Wstyd”                  |         |
| 2. | „Brooklyńska rada Żydów” |         |
| 3. | „Czterej jeźdźcy”        |         |
| 4. | „Maria ma syna”          |         |

### LP2
Strona C:
| Nr | Tytuł utworu                 | Długość |
| -- | ---------------------------- | ------- |
| 1. | „Gdy nie ma dzieci”          |         |
| 2. | „Baranek, a nad nią motylek” |         |
| 3. | „Park 23”                    |         |
| 4. | „Arahja”                     |         |
| 5. | „Prosto”                     |         |

Strona D:
| Nr | Tytuł utworu              | Długość |
| -- | ------------------------- | ------- |
| 1. | „Do Ani, mojej żony”      |         |
| 2. | „Celina, opowieść płocka” |         |
| 3. | „Madryt”                  |         |
| 4. | „Patrz”                   |         |

### LP3
Strona E:
| Nr | Tytuł utworu                               | Długość |
| -- | ------------------------------------------ | ------- |
| 1. | „Mieszkam w Polsce”                        |         |
| 2. | „Na całym świecie źle się dzieje, koledzy” |         |
| 3. | „Hej, czy nie wiecie”                      |         |

Strona F:
| Nr | Tytuł utworu     | Długość |
| -- | ---------------- | ------- |
| 1. | „Po co wolność”  |         |
| 2. | „Krew Boga”      |         |
| 3. | „Lewe lewe loff” |         |

## Twórcy albumu[6]
- Kazik Staszewski – śpiew
- Ireneusz Wereński – gitara basowa
- Tomasz Goehs – perkusja
- Piotr Morawiec – gitara
- Wojciech Jabłoński – gitara
- Janusz Grudziński – gitara, keyboard, syntezator
- Tomasz Glazik – saksofon
- Jarosław Ważny – puzon
- Janusz Zdunek – trąbka
- Adam Toczko – mix, mastering
- Piotr Chancewicz – nagranie dźwięku live
- Marek Krolczuk – montaż wideo

## Listy sprzedaży
| Terytorium | Lista | Pozycja | Źr.   |
| ---------- | ----- | ------- | ----- |
| Polska     | OLiS  | 1       | [ 7 ] |

## Certyfikat
| Kraj   | Sprzedaż | Certyfikat      |
| ------ | -------- | --------------- |
| Polska | 30 000+  | platynowa płyta |

## Wyróżnienia
| Publikacja | Wyróżnienie               | Pozycja   |
| ---------- | ------------------------- | --------- |
| Empik      | Bestsellery 2020 POP/ROCK | Nominacja |